# Scopula tosariensis
Scopula tosariensis là một loài bướm đêm trong họ Geometridae.